# Ungelter (Adelsgeschlecht)

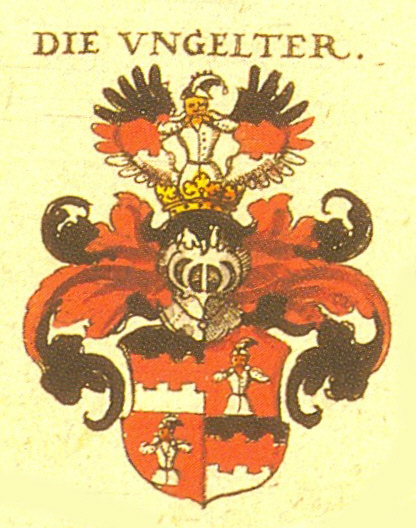
Geviertes Wappen im Siebmacher

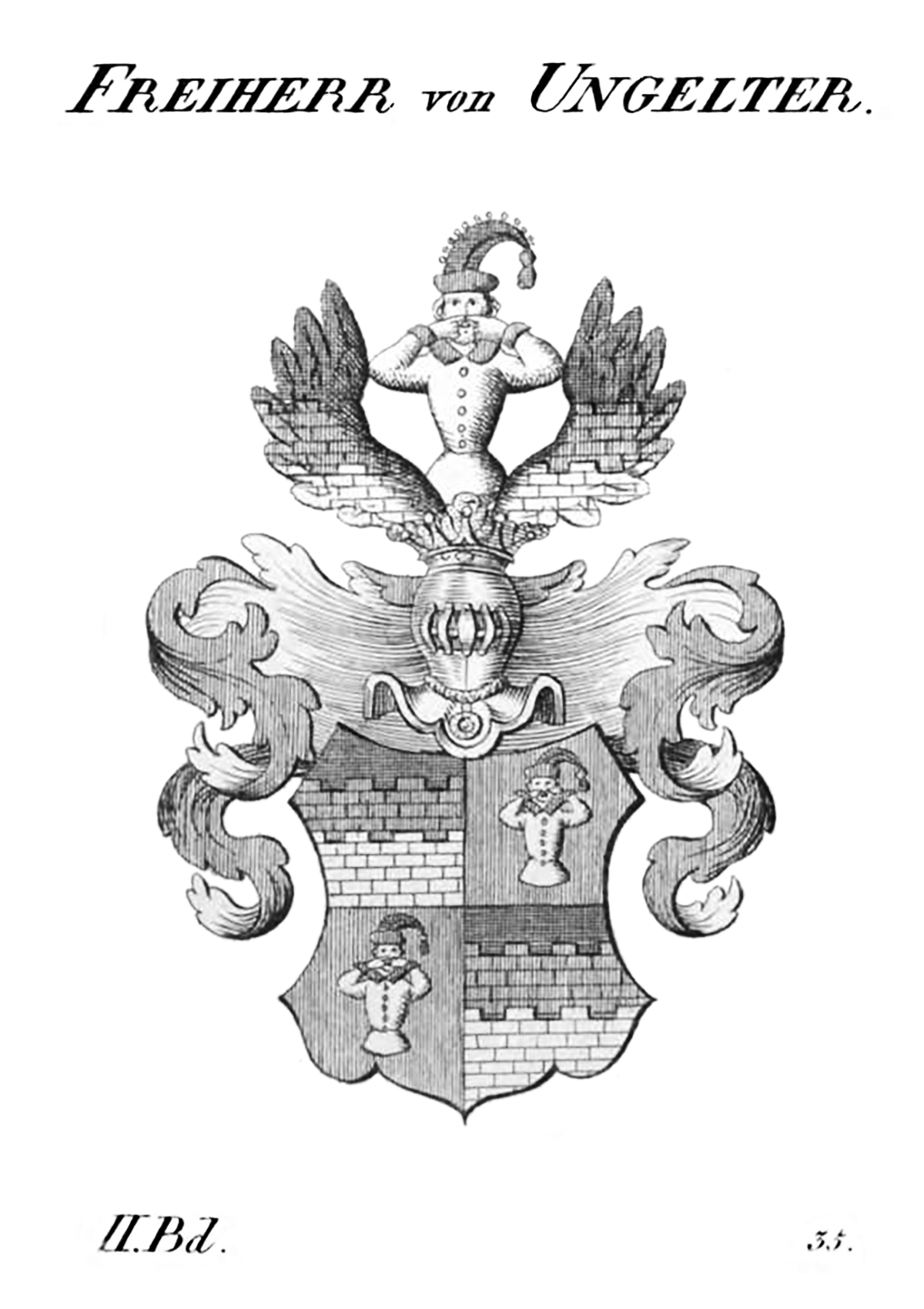
Wappen der Freiherren von Ungelter

Die Ungelter von Deissenhausen sind ein aus Ulm stammendes adliges Geschlecht, welches der schwäbischen Reichsritterschaft angehörte und 1562 in den Reichsfreiherrenstand erhoben wurde.

## Geschichte
Die Ungelter von Deissenhausen entstammen einem alten Ulmer Patriziergeschlecht, welches bereits im 14. Jahrhundert den Ritterstand angehörte. 1386 erscheint urkundlich Wilhelm Ungelter von Theussenhausen, welcher für sich und seine Familie eine Grabkapelle bei der ehemaligen Dominikanerkirche in Ulm stiftete. Von 1476 bis 1489 fungierte Walter von Ungelter als Burgvogt von Helfenstein. 1487 nahm Hans Ungelter beim Nürnberger Reichstag an einem Turnier teil. Am 10. Mai 1562 erhob Kaiser Ferdinand I. den kaiserlichen Rat Christoph Ungelter, Herr von Theussenhausen in den Reichsfreiherrenstand. In Ulm ist das Geschlecht 1671 ausgestorben. Oberhaupt des freiherrlichen Hauses war 1844 der württembergische Leutnant a. D. Johann Nepomuk Freiherr von Ungelter (* 1796), welcher mit Josepha Freiin von Freiberg-Öpfingen (* 1797) vermählt war. Am 18. Mai 1858 wurde der Kadet im königlichen Infanterie-Leibregiment Emil Freiherr von Ungelter in die Freiherrenklasse im Königreich Bayern immatrikuliert.

## Besitzungen
Die Ungelter besaßen zeitweise Deisenhausen, Erbishofen und Waldstetten als österreichische Lehen sowie das reichsunmittelbare Rittergut Oberstotzingen, weshalb das Geschlecht als Reichsritterschaft im schwäbischen Kanton Donau vertreten war.

## Persönlichkeiten
- Johann Nepomuk August Ungelter von Deissenhausen (1731–1804), Weihbischof und Generalvikar
- Karl Alexander von Ungelter (* 1866), deutscher Landrat